# Pedrinate

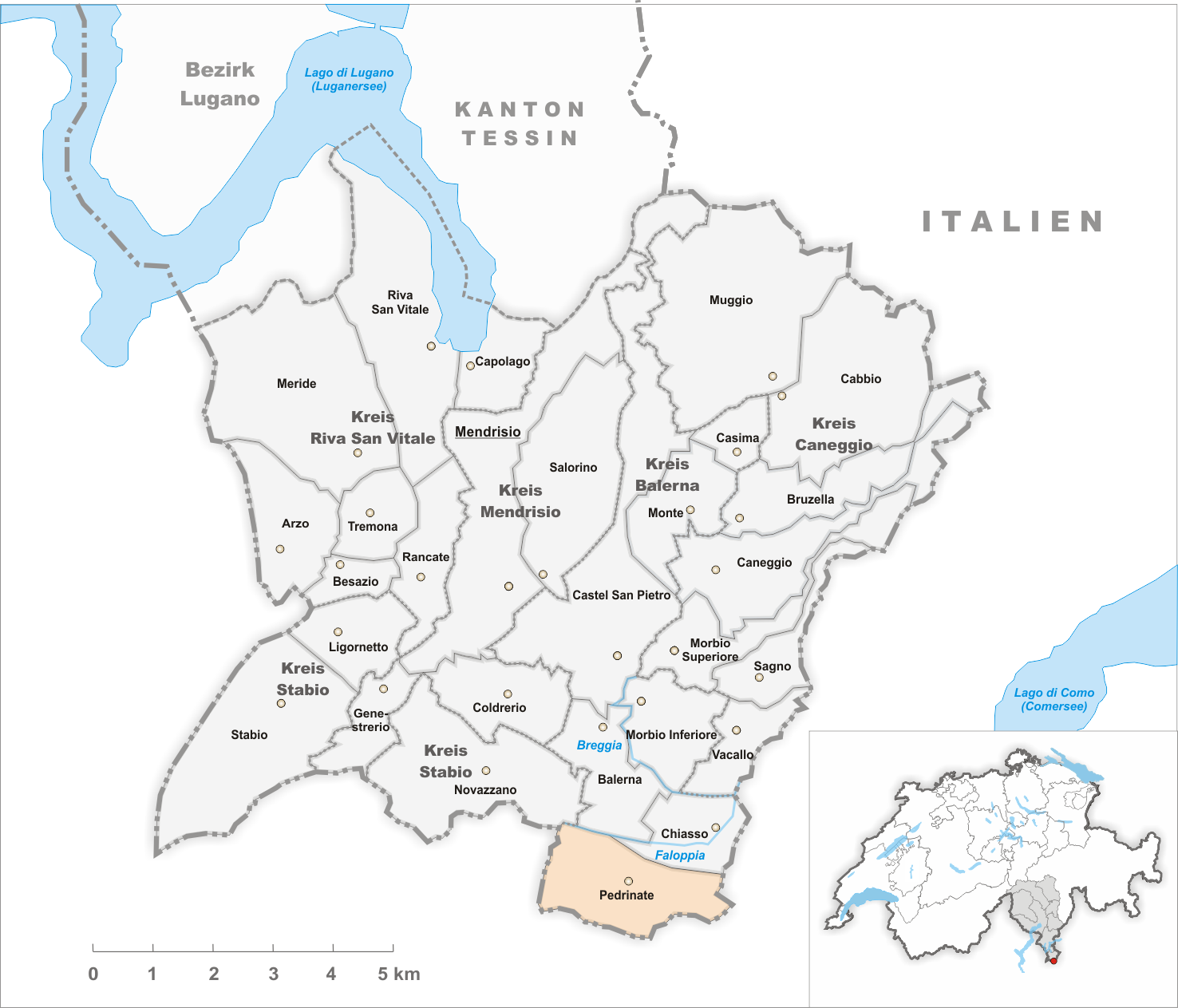
Gemeindestand vor der Fusion 1976

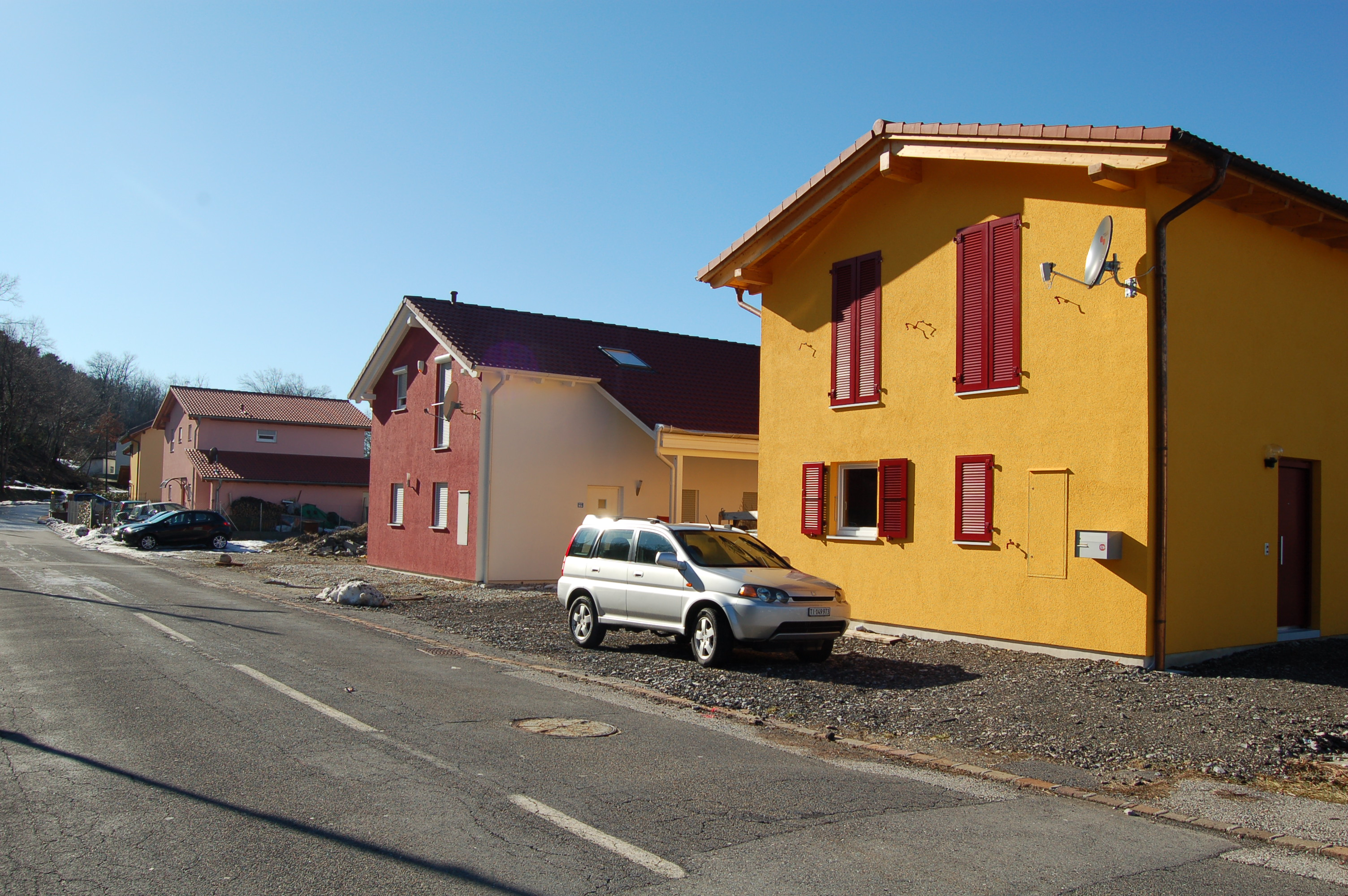
Pedrinate via Tinelle

Pedrinate war bis 1975 mit der Fraktion Seseglio eine politische Gemeinde im Kreis Balerna, im Bezirk Mendrisio des Kantons Tessin, und gehört seither zur Gemeinde Chiasso.

## Geographie
Im Süden von Pedrinate befindet sich der südlichste Punkt der Schweiz.

## Geschichte
Eine erste Erwähnung findet das Dorf im Jahre 1291 unter dem damaligen Namen Pedrenate. Das Dorf war schon unter dem Herzog von Mailand
eine Gemeinde.

## Bevölkerung
Einwohnerzahlen: Volkszählungsdaten

## Sehenswürdigkeiten
- Oratorium Santi Stefano e Lorenzo al Colle, erbaut im 16. Jahrhundert, mit Wandbildern (15. Jahrhundert) und Gemälden[4][5]
- Kirche Santa Croce, erwähnt 1599, Pfarrkirche seit 1792[4]
- Kirche Santa Teresa del Bambino Gesù (1929), restauriert 1951[4]
- Alte Faktorei[4]